# Пуна
Пуна или Пуне (мар. पुणे, познат као Poona до 1978) је осми највећи град у Индији и други по величини у држави Махараштра, са процењеном популацијом од 7,4 милиона од 2020. године. Неколико пута је рангиран као „најбољи за живот град у Индији“. Заједно са областима општинских корпорација  и три кантонална града Камп, Кадки и Деху Роуд, Пуне чини урбано језгро истоимене градске регије Пуне (ПМР). Налази се на висоравни Декан на месту где се река Мута улива у реку Мула. Године 2008. имао је 3.337.481 становника. Утврђено је да је Пуна постојао од 937. Данас је познат по својим образовним институтима, којих има више од 100, и 9 универзитета.
Према попису становништва из 2011. године, урбано подручје имало је 5,05 милиона становника, док је број становника градског региона процењен на 7,4 милиона. Пуна је такође административно седиште истоименог округа.
У 18. веку град је био седиште пешве, премијера царства Марата, и један од најважнијих политичких центара на Индијском потконтиненту. Градом су такође владали Ахмаднагарски султанат, Могули и династија Адил Шахи. Историјске знаменитости укључују Лал Махал, храм Касба Ганапати и Шанивар Вада. Главни историјски догађаји на подручју града укључују ратове Могула-Марата и Англо-маратске ратове.
Пуна се нашироко сматра другим главним „информационим чвориштем Индије“ и врхунским „аутомобилским и производним чвориштем Индије“. Град је познат је као источни Оксфорд због присуства широког спектра образовних институција. Прву аутохтону женску школу за девојке у Пуни покренули су Савитрибаи Фуле и Фатима Шеик. Град се последњих деценија појавио као велико образовно средиште, при чему скоро половина укупног броја међународних студената у земљи студира у Пуни. Истраживачки институти информационих технологија, образовања, менаџмента и обуке привлаче студенте и професионалце из Индије и прекоморских земаља.

## Географија

### Клима
| Клима Пуне (1981–2010, екстреми 1901–2012) | Клима Пуне (1981–2010, екстреми 1901–2012) | Клима Пуне (1981–2010, екстреми 1901–2012) | Клима Пуне (1981–2010, екстреми 1901–2012) | Клима Пуне (1981–2010, екстреми 1901–2012) | Клима Пуне (1981–2010, екстреми 1901–2012) | Клима Пуне (1981–2010, екстреми 1901–2012) | Клима Пуне (1981–2010, екстреми 1901–2012) | Клима Пуне (1981–2010, екстреми 1901–2012) | Клима Пуне (1981–2010, екстреми 1901–2012) | Клима Пуне (1981–2010, екстреми 1901–2012) | Клима Пуне (1981–2010, екстреми 1901–2012) | Клима Пуне (1981–2010, екстреми 1901–2012) | Клима Пуне (1981–2010, екстреми 1901–2012) |
| Показатељ \ Месец                          | .Јан.                                      | .Феб.                                      | .Мар.                                      | .Апр.                                      | .Мај.                                      | .Јун.                                      | .Јул.                                      | .Авг.                                      | .Сеп.                                      | .Окт.                                      | .Нов.                                      | .Дец.                                      | .Год.                                      |
| ------------------------------------------ | ------------------------------------------ | ------------------------------------------ | ------------------------------------------ | ------------------------------------------ | ------------------------------------------ | ------------------------------------------ | ------------------------------------------ | ------------------------------------------ | ------------------------------------------ | ------------------------------------------ | ------------------------------------------ | ------------------------------------------ | ------------------------------------------ |
| Апсолутни максимум, °C (°F)                | 35,3 (95,5)                                | 38,9 (102)                                 | 42,8 (109)                                 | 43,3 (109,9)                               | 43,3 (109,9)                               | 41,7 (107,1)                               | 36,0 (96,8)                                | 35,0 (95)                                  | 36,1 (97)                                  | 37,8 (100)                                 | 36,1 (97)                                  | 35,0 (95)                                  | 43,3 (109,9)                               |
| Максимум, °C (°F)                          | 29,8 (85,6)                                | 32,1 (89,8)                                | 35,6 (96,1)                                | 37,6 (99,7)                                | 36,9 (98,4)                                | 31,9 (89,4)                                | 28,3 (82,9)                                | 27,6 (81,7)                                | 29,4 (84,9)                                | 31,5 (88,7)                                | 30,4 (86,7)                                | 29,2 (84,6)                                | 31,7 (89,1)                                |
| Минимум, °C (°F)                           | 11,2 (52,2)                                | 12,2 (54)                                  | 15,7 (60,3)                                | 19,6 (67,3)                                | 22,6 (72,7)                                | 23,1 (73,6)                                | 22,4 (72,3)                                | 21,7 (71,1)                                | 20,9 (69,6)                                | 18,4 (65,1)                                | 14,5 (58,1)                                | 11,5 (52,7)                                | 17,8 (64)                                  |
| Апсолутни минимум, °C (°F)                 | 1,7 (35,1)                                 | 3,9 (39)                                   | 7,2 (45)                                   | 10,6 (51,1)                                | 13,8 (56,8)                                | 17,0 (62,6)                                | 18,9 (66)                                  | 17,2 (63)                                  | 13,2 (55,8)                                | 9,4 (48,9)                                 | 4,6 (40,3)                                 | 3,3 (37,9)                                 | 1,7 (35,1)                                 |
| Количина кише, mm (in)                     | 1,1 (0,043)                                | 0,3 (0,012)                                | 2,2 (0,087)                                | 8,5 (0,335)                                | 26,8 (1,055)                               | 173,4 (6,827)                              | 181,4 (7,142)                              | 145,2 (5,717)                              | 146,1 (5,752)                              | 86,3 (3,398)                               | 25,0 (0,984)                               | 7,0 (0,276)                                | 803,0 (31,614)                             |
| Дани са кишом                              | 0,2                                        | 0,1                                        | 0,2                                        | 0,8                                        | 1,9                                        | 9,5                                        | 12,4                                       | 9,8                                        | 8,0                                        | 4,4                                        | 1,2                                        | 0,3                                        | 48,7                                       |
| Релативна влажност, % (у 17:30 IST ч.)     | 34                                         | 26                                         | 21                                         | 24                                         | 37                                         | 66                                         | 76                                         | 79                                         | 73                                         | 53                                         | 43                                         | 39                                         | 47                                         |
| Сунчани сати — месечни просек              | 294,5                                      | 282,5                                      | 300,7                                      | 303,0                                      | 313,1                                      | 183,0                                      | 114,7                                      | 111,6                                      | 177,0                                      | 244,9                                      | 264,0                                      | 279,0                                      | 2.868                                      |
| Сунчани сати — дневни просек               | 9,5                                        | 10,0                                       | 9,7                                        | 10,1                                       | 10,1                                       | 6,1                                        | 3,7                                        | 3,6                                        | 5,9                                        | 7,9                                        | 8,8                                        | 9,0                                        | 7,9                                        |
| Извор: India Meteorological Department     |                                            |                                            |                                            |                                            |                                            |                                            |                                            |                                            |                                            |                                            |                                            |                                            |                                            |

## Становништво
Према незваничним резултатима пописа, у граду је 2011. живело 3.115.431 становника.
| 1991.     | 2001.     | 2011.     |
| --------- | --------- | --------- |
| 1.702.376 | 2.538.473 | 3.115.431 |